# سعد بالعبيد
سعد يسلم بالعبيد مواليد 27 يناير 2000 في السعودية، هو لاعب كرة قدم سعودي يلعب لنادي الأهلي.

## روابط خارجية
- سعد بالعبيد على موقع قاعدة بيانات كرة القدم.إي يو (الإنجليزية)
- سعد بالعبيد على موقع Soccerway.com (الإنجليزية)
- سعد بالعبيد على موقع عالم كرة القدم.نت (الإنجليزية)